# 桂湘云
桂湘云（1926年—），女，湖北武昌人，中国数学家，毕业于国立武汉大学数学系，中国科学院应用数学研究所研究员，曾任中国数学会常务理事。
桂湘云为物理学家桂质廷之女，其弟桂希恩则为武汉大学医学部传染病学教授。她的丈夫是中国工程院院士屠善澄。